# 다이나믹 볼스터 조절 시스템
다이나믹 볼스터 조절 시스템은 차량 주행 중 차량의 기울기, 쏠림 현상 등을 파악해 시트 볼스터의 크기를 조절하는 시스템이다.

## 상세
다이나믹 볼스터 조절 시스템은 차체자세제어의 로직을 바탕으로 시트 에어셀을 조정해 운전자의 자세를 고정해준다. 기반이 되는 차체 자세 제어장치는 주행 중 자동차의 속도와 회전, 미끄러짐 등을 실시간으로 분석하고 운전자가 의도한 만큼 제어할 수 있도록 도움을 주는 기술이다. 차량 주행 중 미끄러짐, 회전 등의 현상이 발생하면 차체자세제어는 이를 분석하여 운전자에게 도움을 준 뿐만 아니라 다이나믹 볼스터 조절 시스템에게 데이터를 전달한다. 이를 받은 다이나믹 볼스터 조절 시스템은 운전자의 자세를 분석하여 운전자가 한 방향으로 기울지 않도록 시트 에어셀에 공기를 주입해 운전자의 자세를 고정시킨다.